# Werner Scharff
Werner Scharff (* 16. August 1912 in Posen; † 16. März 1945 im Konzentrationslager Sachsenhausen) war ein deutsch-jüdischer Widerstandskämpfer gegen den Nationalsozialismus.

## Leben

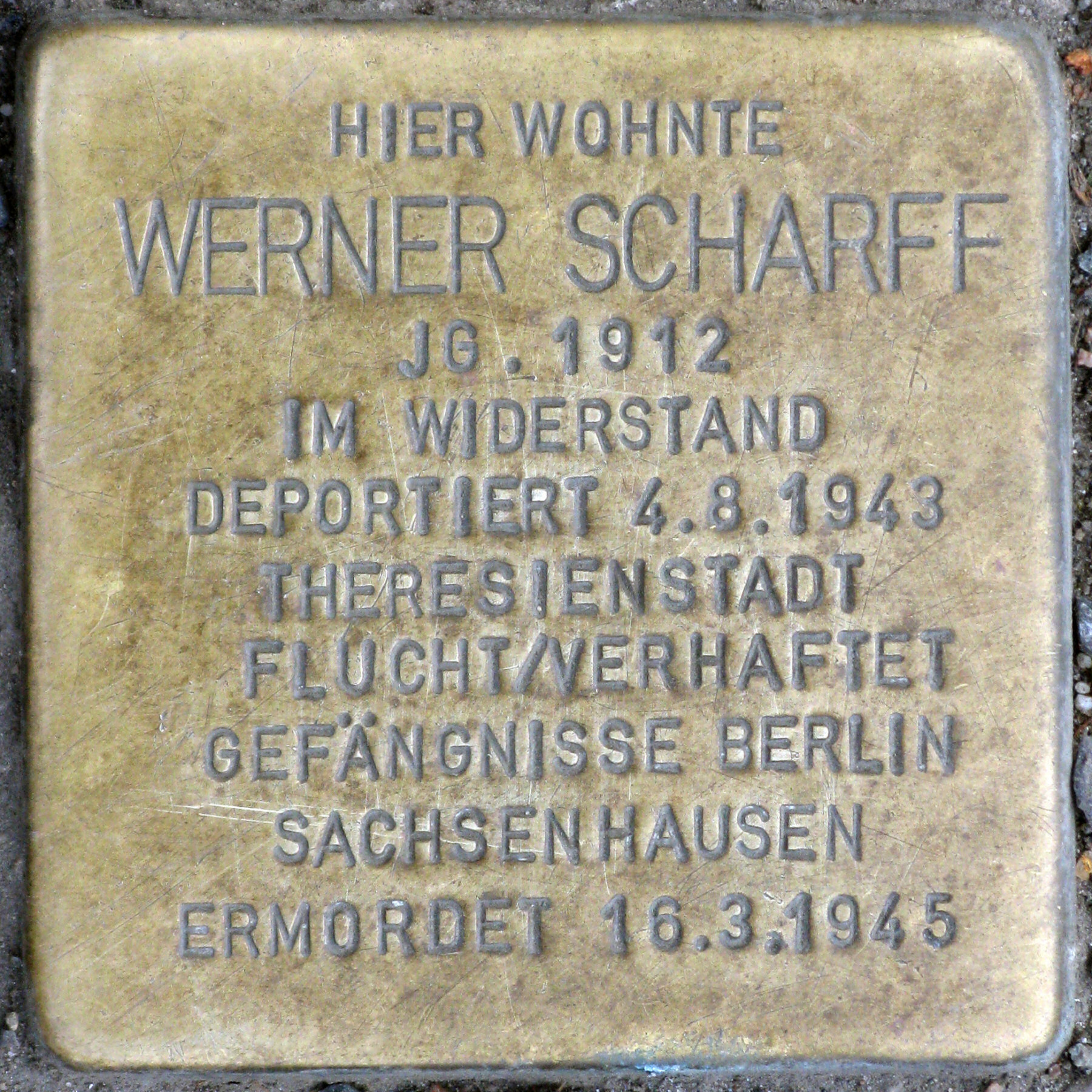
Stolperstein für Werner Scharff

Da ihm aus verschiedenen Gründen ein Studium versagt blieb, absolvierte Werner Scharff eine Ausbildung zum Elektrotechniker. 1938 heiratete er Gertrud Weissmann. Eine geplante Auswanderung des jüdischen Ehepaares scheiterte. Ab 1941 arbeitete Scharff als Elektrotechniker in der Synagoge Levetzowstraße (Berlin-Moabit), die seit 1941 als Deportationssammelstelle von der SS missbraucht wurde. Dadurch bekam Scharff tiefe Einblicke in die Grausamkeit der Nationalsozialisten und das bittere Schicksal der Verfolgten. Er versuchte so gut es ging, zu helfen, indem er Nachrichten, Lebensmittel und Wertsachen von den Gefangenen entgegennahm oder aus ihren bereits versiegelten Wohnungen schmuggelte und weitervermittelte. Er hatte sich außerdem dank guter Kontakte zu Gestapo-Beamten Zugang zu den Deportationslisten verschafft und schon während dieser Zeit zahlreiche Freunde und Bekannte durch rechtzeitige Warnungen vor der drohenden Verhaftung bewahrt.

## Deportation und Flucht
Als im Sommer 1943 auch die Gemeindemitglieder deportiert wurden, konnte Scharff am 10. Juni 1943 in den Untergrund flüchten. Sechs Wochen später, am 14. Juli, wurde er von der Gestapo gefunden und in das Ghetto Theresienstadt deportiert. Allerdings dauerte sein Aufenthalt nicht lange, denn schon am 7. September konnte er, zusammen mit seiner Freundin Fancia Grün (seine Ehefrau war Gertrud Weismann), aus dem Ghetto fliehen. Mit der Adresse eines möglichen Verstecks ausgestattet, die er vom Mithäftling Günter Samuel bekommen hatte, machte er sich auf den Weg nach Berlin. Die Adresse war die von Hans Winkler, einem Justizangestellten und ebenfalls Gegner der Nationalsozialisten.

## Widerstand und Hinrichtung
Werner Scharff wollte mit aktivem Widerstand zu passivem Widerstand aufrufen und hatte viele Ideen und Pläne, aber er brauchte Helfer. Nachdem Hans Winkler von Scharffs Plänen erfahren hatte, war er sofort bereit mitzumachen. Schon vor Kriegsbeginn hatte er gemeinsam mit Günter Samuel und Erich Schwarz in Luckenwalde eine lose Widerstandsgemeinschaft zur Rettung von deportationsbedrohten Juden aufgebaut. Unter anderem hatte Winkler seinen jüdischen Neffen Eugen Herman-Friede bei sich aufgenommen. Die Widerstandsgruppe wurde später unter dem Namen „Gemeinschaft für Frieden und Aufbau“ bekannt, den sie sich 1944 gegeben hatte.
Mit seiner Stelle im Amtsgericht hatte Winkler die Möglichkeit, Pässe zu organisieren und Todesurkunden von Juden auszustellen, die er bei sich oder seinen Freunden untergebracht hatte. Zudem hatte er viele Freunde und Bekannte, die bereit waren, Lebensmittelkarten und Unterkünfte anzubieten. Scharff wurde allmählich zum Kopf der Organisation, die in erster Linie aus Freunden und Bekannten Scharffs und Winklers, aus Regimegegnern und weiteren Gesinnungsgenossen aus Berlin (Wedding, Mitte und Kreuzberg) bestand. Er entwickelte neue Ideen zu Kettenbriefen und Protestflugblättern, wie man sie in Umlauf bringen und mehr Anhänger gewinnen könnte. Scharff und Winkler organisierten zusammen die großräumige Verteilung ihrer Flugblätter, in denen sie die Bevölkerung zum selbständigen Denken, zum Widerstand und zur Beendigung des Krieges aufriefen. Außerdem beherbergten sie zu jeder Zeit sechs bis zehn verfolgte Juden bei sich.
Viele, vor allem Frau Winkler, fanden, dass die Organisation zu unvorsichtig und leichtsinnig handele. Tatsächlich wurde ein Mitglied der Gruppe, Hilde Bromberg, infolge einer Denunziation der Ehefrau des vom Volksgerichtshof zum Tod verurteilten Verlegers und Buchhändlers August Bonneß jr. (1890–1944) im April 1944 verhaftet. Nach der Verhaftung von Bromberg kam die Gestapo der Gruppe auf die Spur und verhaftete am 14. Oktober 1944 auch Werner Scharff. Scharff wurde ins Gefängnis am Alexanderplatz gebracht und grausam verhört. Kurz darauf wurden Hans Winkler und viele andere Mitglieder der Organisation festgenommen.
Ende 1944 kam Scharff ins Konzentrationslager Sachsenhausen, dort wurde er am 16. März 1945 von der SS erschossen. Fancia Grün war kurz zuvor in der Kleinen Festung Theresienstadt ermordet worden. Viele Mitglieder der Gemeinschaft verdanken ihr Überleben ausschließlich dem Kriegsende; andernfalls wäre ihnen die Verurteilung zum Tode sicher gewesen.

## Ehrung
Für Werner Scharff wurde am 20. August 2010 in der Gitschiner Straße 70 in Berlin-Kreuzberg ein Stolperstein verlegt.